# Сосично
Сосично — закритий пасажирський зупинний пункт Рівненської дирекції Львівської залізниці.
Розташований у селі Сошичне, Камінь-Каширський район, Волинської області на лінії Вербка — Камінь-Каширський між станціями Вербка (29 км) та Камінь-Каширський (20 км).
У 2024 році закритий.